# Albert Ludorff

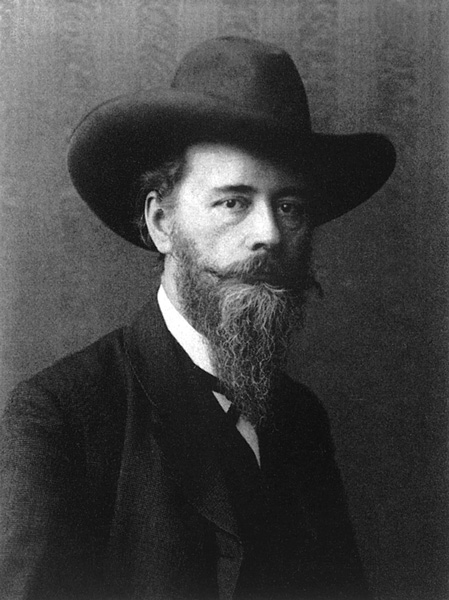
Albert Ludorff

Franz Theodor Albert Ludorff (* 8. August 1848 in Wetzlar; † 8. April 1915 in Münster) war ein deutscher Architekt und Denkmalpfleger.

## Leben und Werk
Als Regierungsbaumeister in der preußischen Staatsbauverwaltung tätig, wurde Albert Ludorff 1888 beauftragt, die Buchreihe Die Bau- und Kunstdenkmäler von Westfalen zu erstellen, die vom Provinzialverband der Provinz Westfalen herausgegeben wurde. Ludorff wurde 1892 zum Provinzialkonservator in der Provinz Westfalen ernannt. In den Jahren 1902 und 1904 war Ludorff im Vorstand der Kunsthistorischen Ausstellung im Kunstpalast Düsseldorf.
Ludorff war seit 1874 Mitglied des Katholischen Lesevereins Berlin (jetzt KStV Askania-Burgundia Berlin) und seit 1876 der KStV Frankonia-Straßburg im KV.
Im Jahr 2000 wurde sein Grab auf dem Zentralfriedhof in Münster „wiederentdeckt“. Aufgrund der kaum lesbaren Inschrift auf dem Grabstein und der schlechten Grünpflege fand die Grabstätte keine Beachtung, erst nach Nachforschungen des Westfälisches Amt für Denkmalpflege wurde das Grab wieder hergerichtet.